# Тірарі

Пустеля Тірарі на карті Австралії

Тірарі (англ. Tirari) — пустеля, розташована в Південній Австралії. Займає територію площею 15 250 км².

## Розташування

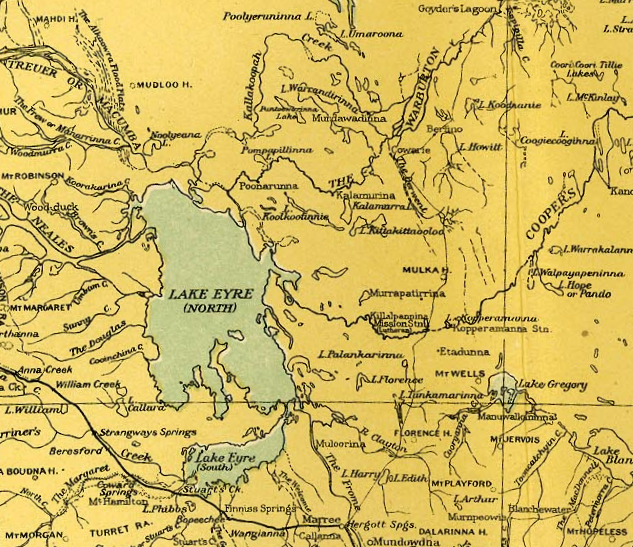
Карта пустелі Тірарі та околиць від 1916 року. (Примітка: пустеля не підписана тане відмічена)

Частина пустелі розташована на території національного парку озера Ейр.
До пустелі Тірарі прилягає частина території пустелі Сімпсон, розташованої на півночі, також на сході розташована пустеля Стшелецького і на північному сході — Кам'яниста пустеля Старта.

## Клімат
Клімат пустелі дуже суворий, з високими температурами та надзвичайно низьким рівнем опадів (менше 125 мм за рік).